# Showgirl EP
Showgirl EP je dostupan samo u formatu za digitalno preuzimanje australske pjevačice Kylie Minogue. Objavljen zajedno s njenim prvim digitalnim singlom, Over The Rainbow. Showgirl sadrži 8 Kylienih najvećih hitova, izvedenih uživo u Londonu 2005. godine. Dostupan je za preuzimanje na 7Digitalu, iTunesu i ostalim digitalnim prodavaonicama širom svijeta.

## Popis pjesama
1. "Better the Devil You Know" (Showgirl Live)
2. "What Do I Have to Do?" (Showgirl Live)
3. "Spinning Around" (Showgirl Live)
4. "Slow" (Showgirl Live)
5. "Red Blooded Woman/Where the Wild Roses Grow" (Showgirl Live)
6. "I Believe in You" (Showgirl Live)
7. "Can't Get You out of My Head" (Showgirl Live)
8. "Love at First Sight" (Showgirl Live)